# Ружо, Лорин
Лорин Ружо  (фр. Lauriane Rougeau; род. 12 апреля 1990, Пуант-Клер, Квебек) — канадская хоккейная защитница, игрок сборной Канады по хоккею. Чемпионка Олимпийских игр 2014 года, чемпионка мира 2012 года.
В пять лет начала заниматься фигурным катанием, однако ей это не понравилось. В ответ на предложение родителей выбрать другой вид спорта, предпочла хоккей. С 2009 по 2013 годы играла за команду Корнеллского университета в чемпионате NCAA (США), являлась самым эффективным игроком команды за всю историю, показатель +/- равен +150 (недоступная ссылка).